# Réber László
Réber László (Budapest, 1920. május 21. – Budapest, 2001. november 2.) Munkácsy Mihály-díjas magyar grafikusművész, illusztrátor, karikaturista. Elsősorban könyvillusztrációival vált ismertté: kizárólagos illusztrátora volt Janikovszky Éva, Lázár Ervin és Gerald Durrell műveinek.

## Életpályája
Réber László eredetileg gerelyhajító sportoló volt. 1920–1926 között Madocsán és Pakson, 1926-tól 1938-ig Pécsett lakott. 1938-tól Budapesten élt. Egy oroszországi fogolytáborban ismerkedett meg a grafikusművészettel. Hazatérése után először a Szabad Száj munkatársaként, karikaturistaként működött. 1949–1950-ben a Szabad Száj munkatársa. 1951–1953 között a Híradó- és Dokumentumfilmgyár rajzfilmosztályának tervezője, 1953–1959 között a Ludas Matyi munkatársa. 1965–1967 között három rajzfilmet készített. Foglalkozott plakáttervezéssel, és 1952-től könyvek illusztrálásával is. 1967-ben és 1993-ban Munkácsy Mihály-díjjal tüntették ki, és 1999-ben a Magyar Művészeti Akadémia tagja lett.

## Stílusa
Alkotásaira kiforrott stílus jellemző, amely emblematikussá teszi munkáit. Rajzainak legfőbb jellegzetessége a vázlatszerűség, a szikár, zárt vonal, illetve a vonal által körülhatárolt síkfelület, amelyet élénk színekkel tölt ki, a szemlélő számára térérzetet csak a tárgyak ritmikus felsorolása kelt. Mellőzi a részleteket, az arc néhány egyszerű jelzés, amelyet sapka, sál vagy haj keretez. Figuráinak gesztusai lecsupaszítottak, jól érthetőek, éppen ezért kiválóan alkalmasak gyermekkönyvek illusztrálására. Karikatúráinak témája játék a formai és nyelvi hasonlósággal, mint például az a plasztilinbe formázott király, aki a saját országalmájába harap bele, vagy az ülő alak, aki egyben széket is formáz. Humoros grafikáin, illusztrációin a gyermekek világlátását követi, tükröt tart a felnőttek elé, eltolja a hangsúlyokat. Szívesen állítja ellentétbe a legélesebb kontrasztokat, a feketét a fehérrel vagy a tiszta színekkel, a pozitív formát a negatívval. A ’80-as évektől kezdve térbeli alkotásain a teret és a síkot is szembe állítja, rákényszerítve a nézőt az aktív szemlélődésre. [forrás?]

## Díjai, elismerései
- 1963 ezüstérem (IBA), Lipcse
- 1965 Miskolci Filmfesztivál díja
- 1966 Nemzetközi Könyv- és Illusztrációkiállítás oklevele, Brno
- 1967 Munkácsy-díj
- 1973 Deutscher Jugendbuchpreis, Duisburg
- 1975 Ifjúsági Nívódíj
- 1977 aranyérem (IBA), Lipcse
- 1979 A Szép Magyar Könyv verseny díja
- 1980 Grafikai Biennálé fődíja, Békéscsaba
- 1980 A Szép Magyar Könyv verseny díja
- 1982 Andersen Diploma (IBBY), Cambridge
- 1982 aranyérem (IBA), Lipcse
- 1984 az Év Gyermekkönyv-illusztrációja (IBBY magyar tagozata)
- 1984 A Szép Magyar Könyv verseny díja
- 1986 A Szép Magyar Könyv verseny díja
- 1988 A Szép Magyar Könyv verseny díja
- 1989 plakett (BIB), Pozsony
- 1991 Csillag Albert Alapítvány díja
- 1993 Munkácsy-díj
- 1994 plakett (IBBY), Sevilla
- 1999 A Szép Magyar Könyv verseny díja

## Kiállításai

### Egyéni kiállítások
- 1979 Bakony Múzeum, Veszprém
- 1979 Debreceni Orvostudományi Egyetem Galéria, Debrecen
- 1980 József Attila Könyvtár, Miskolc
- 1980 Műhely-sorozat, Magyar Nemzeti Galéria, Budapest
- 1981 Komáromi Galéria, Komárom
- 1983 Lamberg-kastély, Mór
- 1983 Városi Könyvtár, Cegléd
- 1987 Könyvtár Galéria, Vác
- 1992 International Jugendbibliothek
- 1992 Schloss Blutenburg, München
- 1992 Katholische Akadémia, Hamburg

### Csoportos kiállítások
- 1953 4. Magyar Képzőművészeti kiállítás, Műcsarnok, Budapest
- 1953 Karikatúra kiállítás, Nemzeti Szalon, Budapest
- 1965–1982 Nemzetközi Könyv- és Illusztrációkiállítás (IBA), Lipcse
- 1968 Karikatúra kiállítás, Städtische Kunstsammlung, Gelsenkirchen (Német Szövetségi Köztársaság)
- 1969–1974 Nemzetközi Könyvvásár, Bologna
- 1970 Karikatúra kiállítás, Műcsarnok, Budapest
- 1971–1989 Nemzetközi Könyv- és Illusztrációkiállítás (BIB), Pozsony
- 1975 Bologna
- 1975 Memorial Art Museum, Otani (JP)
- 1977 Gyermekkönyv-illusztrációk, József Attila Könyvtár, Miskolc
- 1978 Gyermekkönyv-illusztrációk, Fővárosi Szabó Ervin Könyvtár, Budapest
- 1987 Gyermekkönyv-illusztrátorok, Néphadsereg, Tatabánya
- 1989 Gyermekkönyv-illusztrációk, Prága

## Könyvei
- 1957 Réber László karikatúrái, Budapest
- 1958 Hurdy-Gurdy, London
- 1962 Hokus-Pokus, Budapest-Berlin
- 1962 Strick um Hals, Frankfurt
- 1964 Ganz die Eltern, Frankfurt
- 1975 Kicsi? Nagy?, Budapest